# Teresa Petrangolini
Teresa Petrangolini, all'anagrafe Maria Teresa Petrangolini (Roma, 3 marzo 1951), è un'attivista italiana.
È tra i fondatori della onlus italiana Cittadinanzattiva, nata nel 1978 con il nome di Movimento federativo democratico, di cui è stata Segretario Generale fino al giugno 2012. Il suo principale campo di attività riguarda la crescita dell'attivismo civico e lo sviluppo dei sistemi di partecipazione dei cittadini nei servizi pubblici, in Italia e all'Estero.
Alle elezioni regionali del 24-25 febbraio 2013 è stata eletta Consigliere regionale del Lazio, nel listino "Per il Lazio" del Presidente Nicola Zingaretti. Il 25 marzo 2013 è stata eletta nell'Ufficio di presidenza del Consiglio regionale in qualità di Consigliere segretario. Negli ultimi anni ha concentrato la sua attività nella formazione e nella progettazione di azioni concertate, multidisciplinari e di sistema per favorire la partecipazione delle associazioni di pazienti alle scelte di politica sanitaria nazionali e regionali, avviando anche importanti collaborazioni con università, case editrici, soggetti istituzionali. È attualmente il Direttore del Patient Advocacy Lab di ALTEMS - Università Cattolica del Sacro Cuore.

## Biografia
Ha conseguito la Laurea in Lettere Moderne presso la Facoltà di Lettere
dell'Università "La Sapienza" di Roma. Dal 1975 al 1982 ha lavorato presso il
Ministero degli Affari Esteri, lavoro che, poi, lascia per dedicarsi a tempo
pieno all'impegno civico, nel campo della partecipazione e della tutela dei
diritti dei cittadini.
Nel 1978 è
tra i fondatori del Movimento Federativo Democratico (oggi Cittadinanzattiva), associazione
che da più di 30 anni promuove in Italia, in Europa e al livello internazionale
politiche, iniziative e programmi di coinvolgimento dei cittadini nel campo
delle politiche pubbliche (salute, consumatori, scuola, giustizia, pubblica
amministrazione).
Dal 1988 al
2002 è stata segretario nazionale del Tribunale per i Diritti del Malato, una
delle reti di Cittadinanzattiva, contribuendo a creare un network di 250 sezioni locali e una rete di circa 5 000 volontari su tutto il territorio nazionale.
Nel 2002
diventa segretario generale di Cittadinanzattiva che, sotto la sua direzione,
riceve la medaglia d'oro per la Sanità pubblica dal Presidente della Repubblica Italiana nel dicembre 2006 e il primo premio come organizzazione della società
civile dal Comitato Economico e Sociale Europeo (2007 EESC Prize for Organized
Civil Society) nel dicembre 2007.
Negli anni a
seguire Cittadinanzattiva assiste ad un grande sviluppo delle sue attività, sia
in termini numerici (60 collaboratori al livello centrale, 100 000 aderenti,
250 sedi territoriali), sia di attività e capacità di intervento, dalla scuola
e l'educazione, dalle politiche dei consumatori alla lotta per la legalità e la
trasparenza nella PA, dalla nascita di una rete europea all'impegno nel campo
della Corporate social responsibility.
Per le sue attività nel 2006 è stata premiata a San Ginesio come Fornarina 2006, riconoscimento donato dalla Confraternita del Sacro Cuore di Gesù alle donne che si distinguono nella società per le loro attività.
Nel 2009 assume la responsabilità delle politiche internazionali di Cittadinanzattiva,
che è divenuta negli anni precedenti membro sia di Civicus (World Alliance for Citizens participation) che del Global Compact Network delle Nazioni Unite, partecipando a numerosi eventi, seminari e missioni ed diventando responsabile di un progetto dell'UNDP in Colombia "Derechos y desarrollo".
Dal 2010 al marzo del 2013 dirige la rete europea Active citizenship network, che raccoglie circa 90 organizzazioni di 30 paesi, vanta la realizzazione di 19 progetti nel campo della promozione della cittadinanza attiva europea e, in modo particolare, nel campo dei diritti dei pazienti (Carta Europea dei diritti del malato).

## Le battaglie per la tutela dei diritti
La maggior parte delle attività promosse negli anni da Petrangolini sono in seno a Cittadinanzattiva, organizzazione no-profit impegnata nel campo della partecipazione dei cittadini e della tutela dei loro diritti.
Ospite in numerose trasmissioni televisive fin dalla fine degli anni ottanta, si segnala il viaggio-denuncia in 100 ospedali italiani mediante "Il pulmino dei diritti". Ha continuato negli anni a collaborare con numerose testate televisive tra cui "Unomattina", "Sabato domenica e" di Rai Uno, "Cominciamo bene" e "Elisir" di Rai tre.
Nei primi anni novanta è protagonista di molte iniziative a tutela dei diritti dei cittadini e dei pazienti : l'inserimento di disposizioni specifiche sulla tutela dei pazienti nella normativa, nazionale e regionale e la costituzione del CNAMC, coordinamento delle associazioni dei malati cronici. Anni dopo, figura tra i promotori dell'inserimento nella Costituzione italiana dell'art. 118 u.c. sulla sussidiarietà orizzontale. Su sua proposta nasce nel 1996 il Pit salute, servizio di assistenza, informazione e consulenza per i cittadini che necessitano di tutela, a cui seguirà poi un analogo servizio nel campo dei servizi di pubblica utilità.
A livello di empowerment dei cittadini e rivendicazione dei diritti, promuove numerose carte dei diritti nel campo della lotta al dolore, all'accesso alle cure, alla sicurezza nella pratica medica, dell'informazione, dalle quali sono stati desunti standard e indicatori per misurare la qualità dei servizi in ambito sanitario, Carta declinata anche a livello Europeo.
Infine, sempre in seno a Cittadinanzattiva, accredita inoltre l'Audit civico in sanità.

## Consiglio regionale del Lazio
Alla fine del
2012, Nicola Zingaretti, le propone di entrare nella coalizione di centro-sinistra come
candidata al Consiglio regionale del Lazio nelle elezioni del 2013 e di presiedere
il suo Comitato elettorale.
Alle elezioni regionali del 24-25 febbraio 2013 viene eletta, nella lista "Per il Lazio" del presidente Nicola Zingaretti. Durante il suo mandato in Consiglio regionale è stata membro dell'Ufficio di presidenza del Consiglio regionale del Lazio in qualità di Consigliere Segretario e componente di due Commissioni permanenti: la prima (Affari costituzionali e statuari, affari istituzionali, enti locali e risorse umane, federalismo fiscale, sicurezza, integrazione sociale e lotta alla criminalità) e la settima (Politiche sociali e salute).
La posizione sui vitalizi
Teresa Petrangolini ha animato il dibattito sul taglio dei vitalizi nella Regione Lazio presentando anche una proposta di legge. Nel novembre del 2014 il Consiglio regionale del Lazio ha ridotto i vitalizi per 3 anni e cancellato il privilegio, di cui godevano ancora gli ex consiglieri, di poter andare in pensione a soli 50 anni.

## La patient advocacy
Nel 2018 è nominata Direttore del "Patient advocacy Lab" (PAL) presso l'Alta Scuola di Economia e Management dei sistemi sanitari - ALTEMS dell'Università Cattolica del Sacro Cuore. Con questo incarico sviluppa e coordina attività di ricerca e programmi formativi alle capacità manageriali e di leadership delle associazioni dei cittadini e dei pazienti in campo sanitario. Con questo ruolo è direttamente coinvolta nella realizzazione del Master di II livello in "Patient advocacy management" presso l'Università Cattolica del Sacro Cuore (sede di Roma). Particolare impegno è stato rivolto dal PAL nel campo dell'emergenza COVID 19 a sostegno delle associazioni civiche impegnate a supportare i pazienti.
Dal 24 novembre 2019 Assume l'incarico di esperto facilitatore della partecipazione delle associazioni di pazienti presso la Regione Lazio - Assessorato alla sanità e integrazione socio-sanitaria, assumendo così il primo incarico istituzionale in Italia in questo settore. L'incarico - come precisato in un'intervista a Formiche.net - ha la finalità di "costruire insieme agli Uffici degli assessorati un dialogo costante con le associazioni". Le sue principali attività in questa sede sono quelle di promozione della partecipazione delle associazioni dei cittadini e dei pazienti alla programmazione e alla valutazione delle politiche sanitarie regionali (in attuazione della Delibera 736 del 15 ottobre 2019) e di coordinamento della Cabina di regia appositamente istituita.

## Opere
- Salute e diritti dei cittadini, Editori Riuniti, 2002
  - Salute e diritti dei cittadini, Baldini e Castoldi, 2007[50]
  - Teresa Petrangolini et al. "Il profilo gestionale delle associazioni dei cittadini e dei pazienti impegnate in sanità: tra diritti, management e partecipazione", ALTEMS/UCSC, 2019